# Митьково (Ржевский район)
Митько́во — деревня в Ржевском районе Тверской области России. Входит в состав сельского поселения «Победа».

## География
Расположена в 10 км на запад от центра поселения — посёлка Победа — и в 14 км на северо-запад от Ржева.

## История

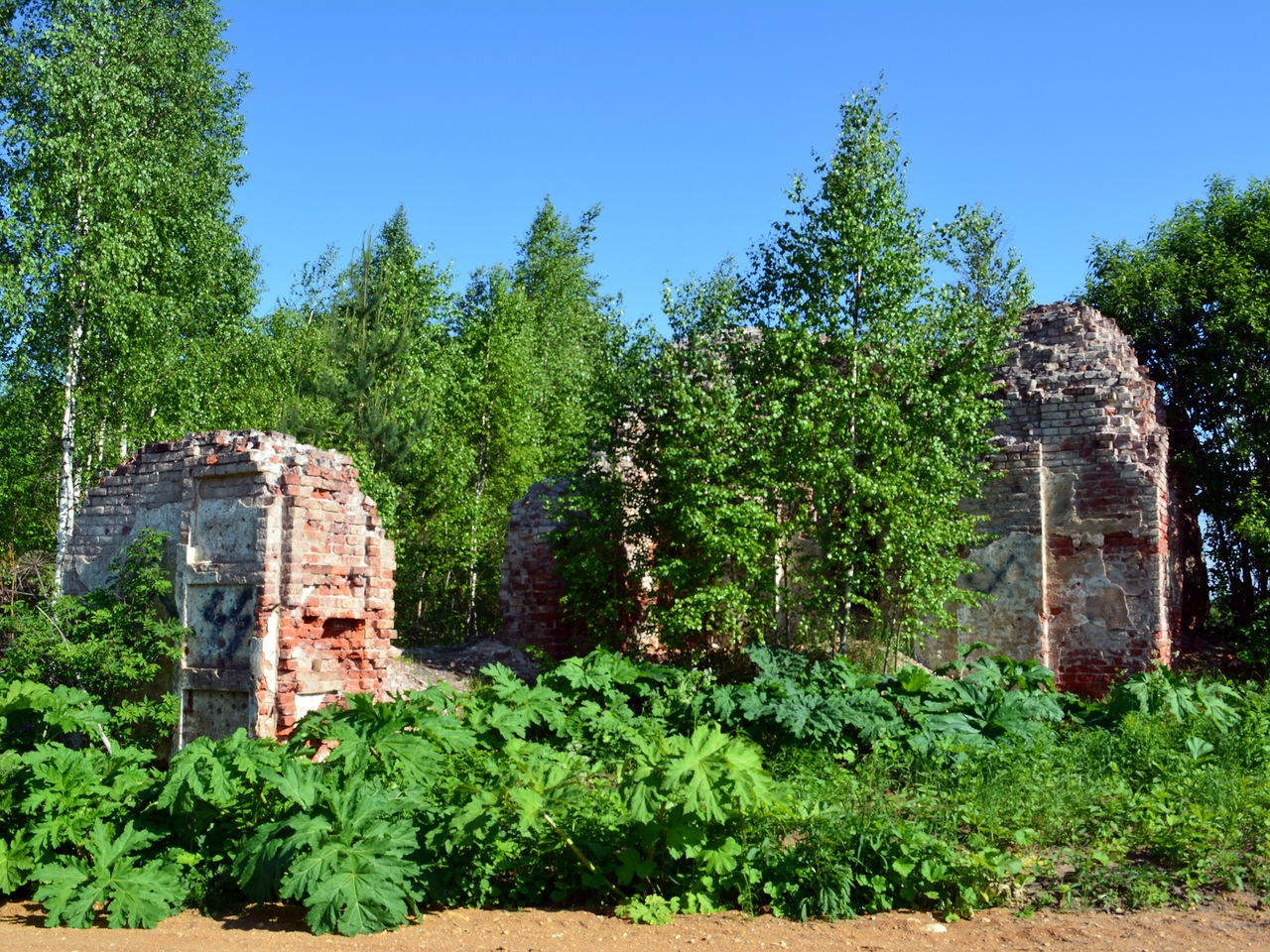
Руины Преображенской церкви в урочище Спас-Митьково близ деревни

В селе Спас-Митьково была построена каменная Преображенская церковь с 3 престолами, метрические книги с 1780 года. 
В конце XIX — начале XX века деревня входила в состав Тимофеевской волости Ржевского уезда Тверской губернии.
С 1929 года деревня являлась центром Митьковского сельсовета Ржевского района Ржевского округа Московской области, с 1935 года — в составе Калининской области, с 1994 года — в составе Победовского сельского округа, с 2005 года — в составе сельского поселения «Победа».

## Название
От уменьшительной формы «Митько» мужских личных крестильных имён Дмитрий или Митрофан.
Прежнее название
Спас-Митьково

## Население
| 1859 | 1883 | 2002 | 2010 |
| ---- | ---- | ---- | ---- |
| 246  | ↗278 | ↘148 | ↘85  |

По данным Всероссийской переписи населения 2002 года в деревне Митьково Победовского сельского округа Ржевского района проживали 148 человек, преобладающая национальность — русские (93 %).

## Инфраструктура
В деревне имеются фельдшерско-акушерский пункт, отделение почтовой связи.

## Достопримечательности
В урочище Спас-Митьково близ деревни находятся остатки каменной церкви Спаса Преображения (1787) — выявленного памятника архитектуры ( Объект культурного наследия народов РФ. Объект № 6902136000 (БД Викигида)).